# إدوارد هاموند كلارك
إدوارد هاموند كلارك (بالإنجليزية: Edward Hammond Clarke)‏ هو طبيب أمريكي، ولد في 2 فبراير 1820 في نورتون في الولايات المتحدة، وتوفي في 30 نوفمبر 1877 في بوسطن في الولايات المتحدة.